# Pretenders II
Pretenders II è il secondo album del gruppo The Pretenders, pubblicato nel 1981 dalla Sire Records.
È stato ristampato nel 2006 in versione rimasterizzata con un bonus CD contenente quindici brani registrati live al Civic Centre di Santa Monica, California, il 4 settembre 1981, e altri tre brani in versione inedita.

## Tracce
1. The Adultress (Chrissie Hynde) – 3:55
2. Bad Boys Get Spanked (Hynde) – 4:04
3. Message of Love (Hynde) – 3:26
4. I Go to Sleep (Ray Davies) – 2:55
5. Birds of Paradise (Hynde) – 4:14
6. Talk of the Town (Hynde) – 2:45
7. Pack it Up (Hynde, James Honeyman-Scott) – 3:50
8. Waste Not Want Not (Hynde) – 3:43
9. Day After Day (Hynde, Honeyman-Scott) – 3:45
10. Jealous Dogs (Hynde) – 5:36
11. The English Roses (Hynde) – 4:28
12. Louie Louie (Hynde) – 3:30

Bonus CD ristampa 2006
1. The Wait (Hynde, Farndon) - 3:23
2. The Adultress (Hynde) - 4:07
3. Message of Love (Hynde) - 3:28
4. Louie Louie (Hynde) - 3:50
5. Talk of the Town (Hynde) - 3:27
6. Birds of Paradise (Hynde) - 4:27
7. The English Roses (Hynde) - 4:51
8. Up the Neck (Hynde) - 6:16
9. Bad Boys Get Spanked (Hynde) - 3:19
10. Stop Your Sobbing (Ray Davies) - 3:46
11. Private Life (Hynde) - 7:04
12. Kid (Hynde) - 3:48
13. Day After Day (Hynde, Honeyman-Scott) - 4:41
14. Brass in Pocket (Hynde, Honeyman-Scott) - 3:28
15. Higher and Higher (Gary Jackson, Raynard Miner, Carl Smith) - 4:24
16. Talk of the Town (demo, 1979) -
17. I Go to Sleep (Guitar Version) (Davies) - 2:59
18. Pack it Up (Radio Mix) (Hynde, Honeyman-Scott) - 3:50

## Formazione
- Chrissie Hynde – voce, chitarra
- James Honeyman-Scott – chitarra, tastiere
- Pete Farndon – basso
- Martin Chambers – batteria